# بنیاد فرهنگی رفاه
بنیاد فرهنگی رفاه (مدرسه رفاه سابق) یکی از مؤسسات فرهنگی در شهر تهران واقع در خیابان ایران است. این بنیاد حدود چهل سال تأسیس شده و به‌عنوان یک مرکز آموزشی اسلامی، طی این مدت در عرصه آموزشی فعالیت کرده‌است.
پیشتر فعالیت این موسسه بر آموزش دختران از مقطع دبستان تا دبیرستان متمرکز بود اما از اواسط دهه ۹۰ فعالیت خود را برای آموزش پسران نیز توسعه داده است.

## تأسیس بنیاد
این مؤسسه را افرادی از جمله محمدجواد باهنر، محمدعلی رجائی، سید محمد بهشتی، اکبر هاشمی رفسنجانی و برخی دیگر از شخصیتهای سیاسی و فرهنگی مخالف با دولت پهلوی تأسیس کردند تا با عنوان کار فرهنگی، کارهای سیاسی نیز تحت پوشش آن انجام شود. بین مؤسسین بحث بود که مدرسه دخترانه باشد یا پسرانه، اتفاق نظر مؤسسین براین شد که چون مدرسه علوی در همان زمان فعالیتی شبیه آنچه مورد نظر بود را در مورد پسران انجام می‌داد، مدرسه دخترانه تشکیل شود.
اکبر هاشمی رفسنجانی می‌گوید که این مدرسه محصول یک سخنرانی وی بود که در جمع بازاریان و دوستان اهل خیر خود و از صمیم دل برای رفع کمبودهای دختران شهر تهران انجام داده بود. زمین محل احداث مدرسه توسط شخصی بنام اخوان فرشچی برای تأسیس این مدرسه خریداری گردید. بنا به اظهار هاشمی او با کمک دوستانش در هیئت انصار و جلسات هفتگی توانست بنیادی را درآنجا تأسیس کند.

## پیشینه
این مدرسه یکی از پایگاه‌های اصلی روحانیون حامی سید روح‌الله خمینی در روزهای نخستین انقلاب ۱۳۵۷ ایران بود و خمینی پس از ورود به ایران در سال ۱۳۵۷ برای مدت کوتاهی در آنجا مستقر بود.

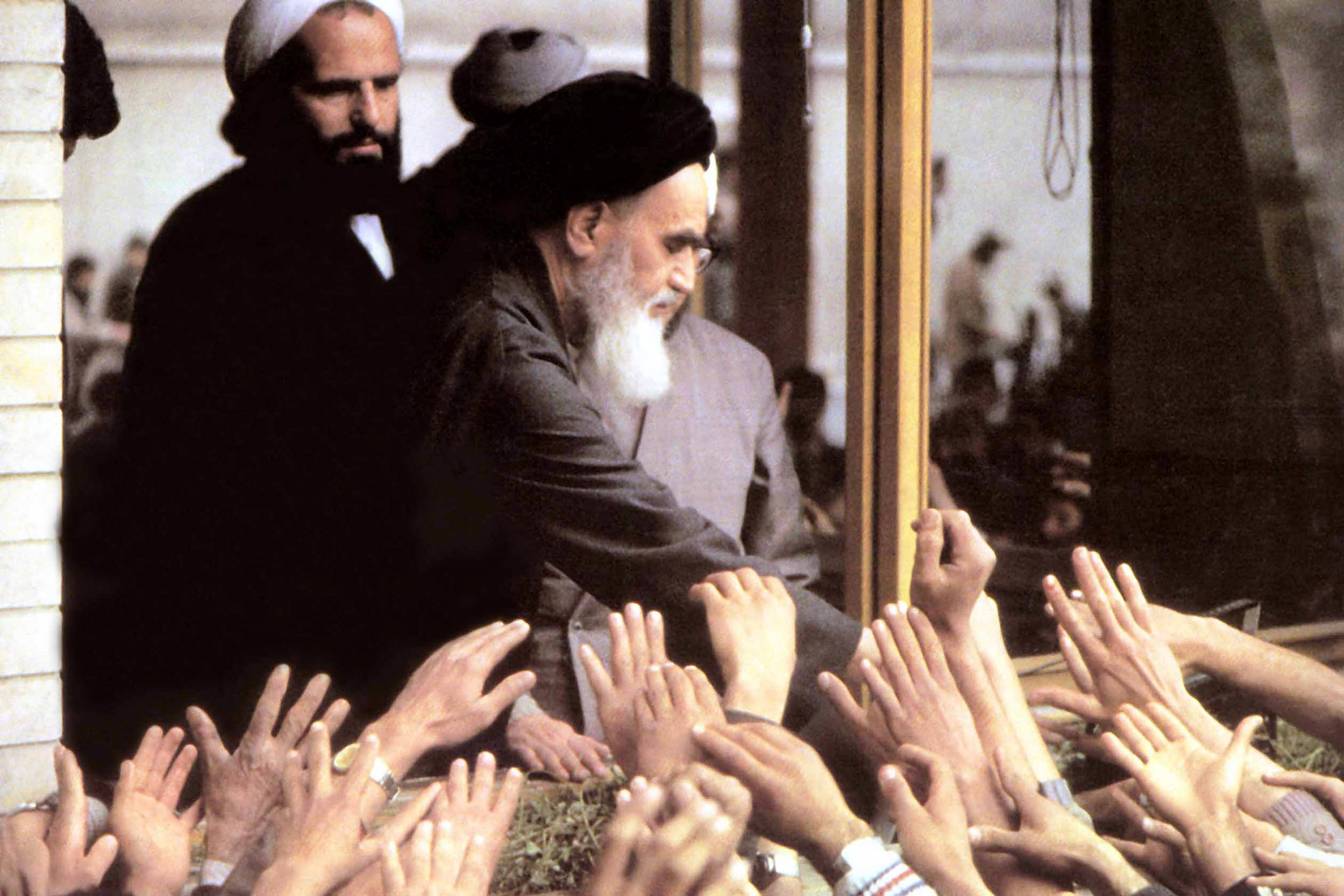
سید روح‌الله خمینی در مدرسهٔ رفاه - زمستان ۱۳۵۷

او پس از حضور در بهشت زهرا و بیان سخنان تاریخی، نماز ظهر و عصر را در منزل یکی از همراهان خود به جای آورد و بر اساس بررسی کمیته استقبال، از میان مکان‌های متعددی که استقرار وی در آن‌ها امکان‌پذیر بود مدرسه رفاه انتخاب شد.

جایی که طبق گفته رجایی متعلق به خود وی است و طرفداران او آن مدرسه را به اسم ایشان ساختند.
 اوایل انقلاب این مدرسه مرکزی بود که رجایی و منتظری سلاح‌هایی که در جریان انقلاب بدست مردم افتاده بود را جمع‌آوری و در زیرزمین مدرسه نگهداری می‌کردند.
زمانی که مردم، خبر ورود خمینی به مدرسه رفاه را شنیدند خود را به مدرسه رساندند، به گونه‌ای که سیل جمعیت اطراف مدرسه را فراگرفت. علاوه بر این، مدرسه رفاه محل تشکیل دولت موقت، جلسات شورای انقلاب و تصمیم‌گیری در خصوص سران دستگیرشده حکومت سابق نیز بود؛ بنابراین، اعضای کمیته استقبال تصمیم گرفتند به دلایل امنیتی، خمینی را در مکانی که شرایط مدرسه رفاه را داشته و نزدیک آن باشد، یعنی مدرسه علوی مستقر نمایند تا به این صورت او مستقیماً در روند جریان‌های تصمیم‌گیری مربوط به انقلاب و دولت موقت قرار گیرند.

## شُهرت و اتفاقات بعد از انقلاب ۵۷

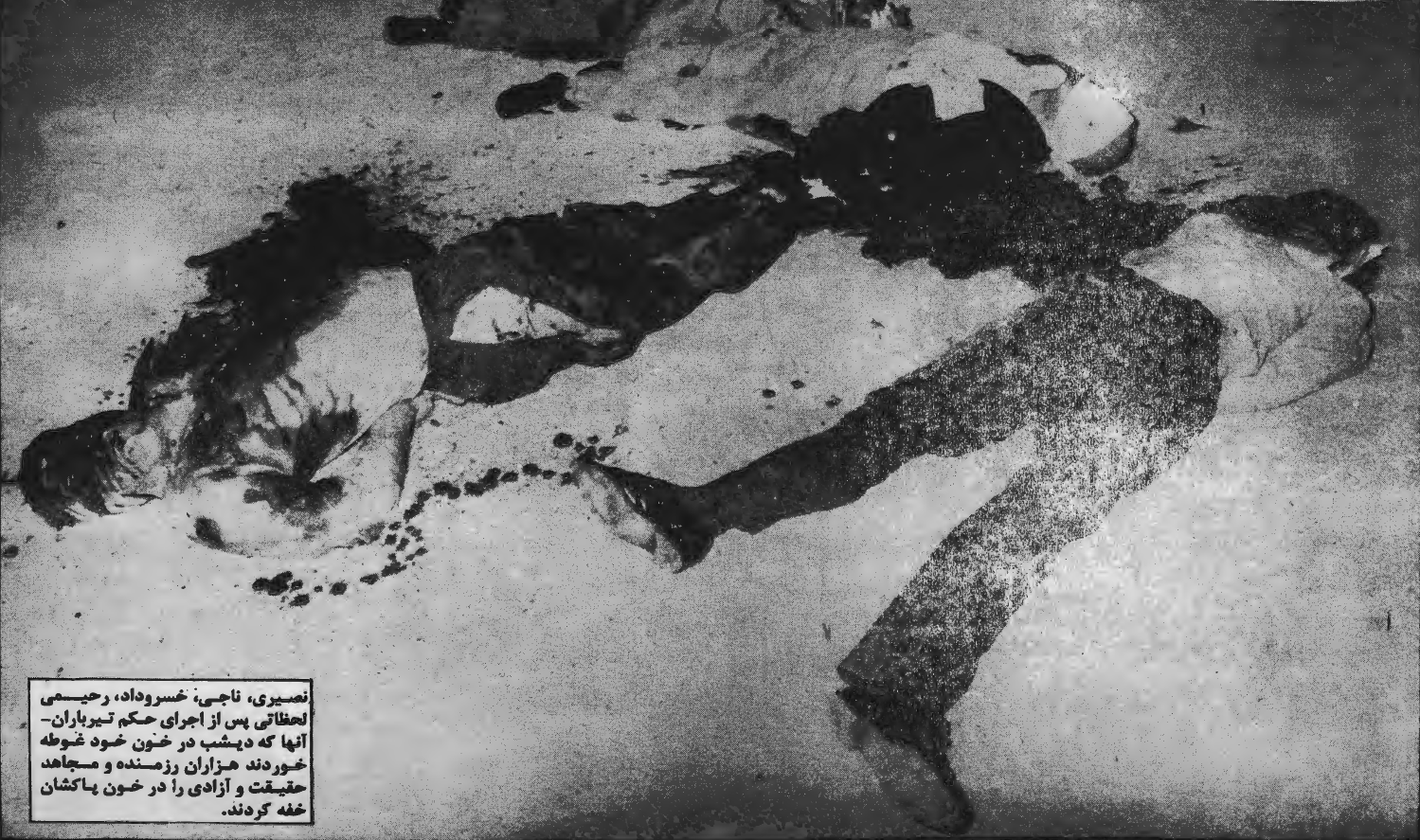
پیکر بی جان اعدام شدگان (سرلشکر رضا ناجی، سپهبد مهدی رحیمی، سرلشکر منوچهر خسروداد، ارتشبد نصیری) در پشتبام مدرسه رفاه در شنبه ۲۸ بهمن ماه سال ۱۳۵۷

پیکر سرلشکر رضا ناجی

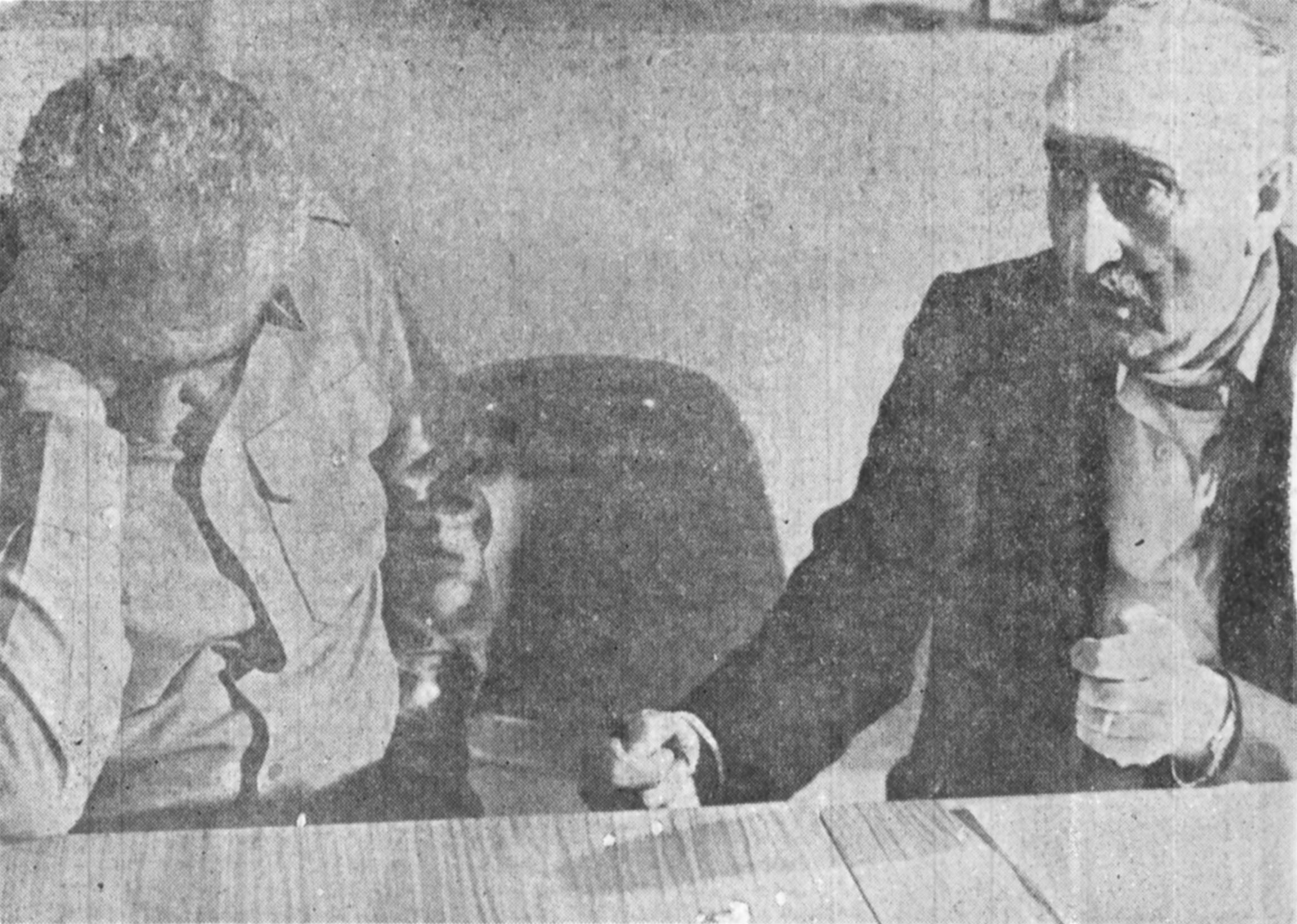
ارتشبد نصیری و سپهبد مهدی رحیمی در مقابل خبرنگاران

برخی از اعدام‌های پس از انقلاب بر روی پشت بام مدرسه رفاه انجام شده‌است. همچنین تعدادی از افسران عالی‌رتبه ارتش شاهنشاهی در پشت‌بام این مدرسه اعدام شدند. نیمه شب ۲۵ بهمن ۱۳۵۷، سه روز پس از پیروزی انقلاب و یک روز بعد از تشکیل کابینه دولت موقت نخستین دستهٔ افسران و مقام‌های نظام سلطنتی تیرباران شدند. نعمت‌الله نصیری رئیس پیشین ساواک، مهدی رحیمی رئیس کلّ شهربانی و فرماندار نظامی سابق تهران، رضا ناجی فرماندار نظامی سابق اصفهان و منوچهر خسروداد فرماندهٔ سابق هوانیروز از نخستین دستهٔ اعدامی‌ها بودند که محاکمهٔ آنان، همان روز در محلِ مدرسهٔ رفاه در قالبِ دادگاه انقلاب انجام و مفسد فی الارض شناخته شده و نیمه‌شب در پشت بامِ همان مدرسه، تیرباران شدند و این، در حالی بود که محاکمه ۲۲ تن دیگر در همان محل ادامه داشت. شیخ صادق خلخالی قاضی دادگاه انقلاب بود و احکام اعدام پس از تأیید رهبر انقلاب به اجرا درآمد. رهبر پس از اعدام این افسران از صحنه تیرباران آنها بازدید کرد. البته به‌جز عکس‌هایی که در هنگام محاکمه مسئولان رژیم پهلوی در این مدرسه گرفته شده‌است و همچنین عکسی که صحنه تیرباران برخی از این افراد را به تصویر می‌کشد، مدرک دیگری باقی نمانده‌است.
هم اکنون این بنیاد به عنوان یک بنیاد آموزشی غیر انتفاعی است که از مقطع پیش دبستان تا دانشگاه ( دانشگاه رفاه ) برای قشر دختران فعالیت می نماید و مدیر عامل این مجموعه دکتر ناصر باهنر فرزند شهید محمد حواد باهنر می باشد.